# Yvonne van Rennenberg
Yvonne Ernestine Eleonore Rosalie Marie Cornelie (Londen, 11 november 1884 – Linz am Rhein, 9 mei 1951), vrijvrouw van Rennenberg, barones van Udvary de Udvard, prinses van Horn, was de oudste dochter van de laatste vorst van Salm-Kyrburg, Frederik VI.

## Leven
Yvonne werd geboren als het oudste kind van vorst Frederik VI van Salm-Kyrburg en Louise le Grand, vrijvrouw van Eichhof en Rennenberg. Omdat het huwelijk van haar ouders morganatisch was, erfde Yvonne niet de titels van haar vader, maar die van haar moeder. Haar vader had wel in zijn testament van 1904 bepaald dat zijn oudste dochter de overgebleven gebieden van het graafschap Horn en de bijbehorende titels zou erven en door zou kunnen geven aan haar erfgenamen. Het graafschap Horn was in de familie gekomen door het huwelijk van vorst Philip Joseph van Salm-Kyrburg met erfgename Maria Theresia van Horn.
Yvonne trad in het huwelijk met baron Karel Udvary de Udvard, met wie ze een dochter kreeg: prinses Margarita (1909-1995). Volgens de wet zou Margarita na haar moeders dood het graafschap Horn erven. De prinses trouwde en kreeg een zoon, Andreas. Yvonne en Margarita besloten daarop hem als erfgenaam van Yvonne aan te wijzen. Toch droeg Margarita de titel van prinses van Horn tot haar dood.